# برنامج النهوض الاقتصادي وتمكين المجتمع
برنامج النهوض الاقتصادي وتمكين المجتمع (PEACE) ، هو مشروع مدته أربع سنوات يموله الاتحاد الأوروبي. وينفذها برنامج سرهاد لدعم الريف (SRSP). تم إطلاقه في عام 2013 في جميع مناطق مقاطعة مالاكاند، وخيبر باختونخوا، باكستان، وهي: سوات، وشانجلا، وبونر، ولور دير، وابر دير، وشيترال، ووكالة مالاكاند .

## الأثر البيئي
تعمل الكهرباء المولدة من  مشاريع الطاقة المائية على تقليل استهلاك  الأخشاب في  المستدامة في أغراض الطهي والتدفئة والإضاءة، وهو ما يقلل من إزالة الغابات التي تعد مشكلة ضخمة في  تلك المنطقة. كما تعمل برامج الطاقة المائية أيضًا على تقليل انبعاثات الغازات الدفيئة ،  من خلال الحد فعليًا من استخدام الإضاءة بالكيروسين،  وخفض استخدام مولدات الديزل، وكذلك تقليل استخدام الأخشاب غير المستدامة. لم يتم بعد إجراء تحليل تفصيلي للوقود الذي تم استبداله، ولكن يمكن الاستدلال إلى أهميتها بوضع افتراض أن ما يقدر بنحو 110 ألف ميعدلجاوات في الساعة من الكهرباء المولدة سنويًا يحل محل توليد الديزل الذي ينتج ما يقارب 0.8 طن من ثاني أكسيد الكربون لكل ميجاوات في الساعة. وهذا يشير إلى توفير قدر كبير من انبعاث غازات الدفيئة بحوالي 88  ألف طن من ثاني أكسيد الكربون سنويًا.
تنتج باكستان ما يقدر ب 128 فقط من أصل 3100 ميجاوات من الكهرباء من مشاريع الطاقة الكهرومائية المصغرة.